# Copenhagen Sprint

Il Copenhagen Sprint è una corsa in linea di ciclismo su strada che si è svolta per la prima volta nel 2025 a Copenaghen, in Danimarca.
Dallo stesso anno fa parte dell'UCI World Tour.

## Storia
La corsa fu inizialmente annunciata nel dicembre 2023, con la speranza che venisse disputata annualmente nell'UCI World Tour e nell'UCI Women's World Tour a partire dal 2025. Il 17 giugno 2024 è stato presentato il percorso. La corsa, considerando la conformazione piatta del territorio danese, sarà adatta a velocisti e scattisti.
Nell'ottobre 2024 la presenza del Copenhagen Sprint nel calendario dell'UCI World Tour e dell'UCI Women's World Tour è stata confermata a partire dalla stagione 2025.

## Percorso
La gara parte dal Museo delle navi vichinghe di Roskilde per poi attraversare le città di Frederikssund, Hillerød, Humlebæk (solo per la gara maschile) e Ballerup.
La corsa entra infine a Copenaghen dove percorre 10 chilometri in un circuito nel centro della città. L'arrivo è posto nei pressi della Galleria d'arte nazionale nel parco Østre Anlæg.

## Albo d'oro

### Maschile
Aggiornato all'edizione 2025.
| Anno | Vincitore   | Secondo       | Terzo             |
| ---- | ----------- | ------------- | ----------------- |
| 2025 | Jordi Meeus | Alexis Renard | Émilien Jeannière |

### Femminile
Aggiornato all'edizione 2025.
| Anno | Vincitore     | Secondo       | Terzo           |
| ---- | ------------- | ------------- | --------------- |
| 2025 | Lorena Wiebes | Elisa Balsamo | Chiara Consonni |